# بتانی، ایندیانا
بتانی (به انگلیسی: Bethany) یک شهر در ایالات متحده آمریکا است که در شهرستان مورگان، ایندیانا واقع شده‌است. بتانی ۰٫۲۵ کیلومتر مربع مساحت و ۸۱ نفر جمعیت دارد و ۲۰۰ متر بالاتر از سطح دریا واقع شده‌است.